# Oreochromis ismailiaensis
Espèce
Statut de conservation UICN

 DD  : Données insuffisantes
Oreochromis ismailiaensis est une espèce de poissons d'eau saumâtre de la famille des Cichlidae (ordre des Cichliformes). Cette espèce fait partie des nombreuses espèces regroupées sous le nom de Tilapia.

## Répartition
Ce poisson est endémique d'Égypte. De fait cette espèce n'est connue que de son holotype collecté dans le canal d'Ismaïlia.

## Classification
Le nom valide complet (avec auteur) de ce taxon est Oreochromis ismailiaensis Mekkawy (d), 1995.

### Étymologie
Son épithète spécifique, composée de ismailia et du suffixe latin -ensis, « qui vit dans, qui habite », lui a été donnée en référence à sa localité type, la ville d'Ismaïlia. 

### Publication originale
- (en) I. A. A. Mekkawy, « Description of Oreochromis ismailiaensis sp. n., and its hybrid with Oreochromis niloticus (Linnaeus, 1758) (Perciformes; Cichlidae) from Egypt », Bulletin of the Faculty of Science, Assiut University, Égypte, vol. 24, no 2-E,‎ 1995, p. 1-27.